# St-Pierre (Caen)

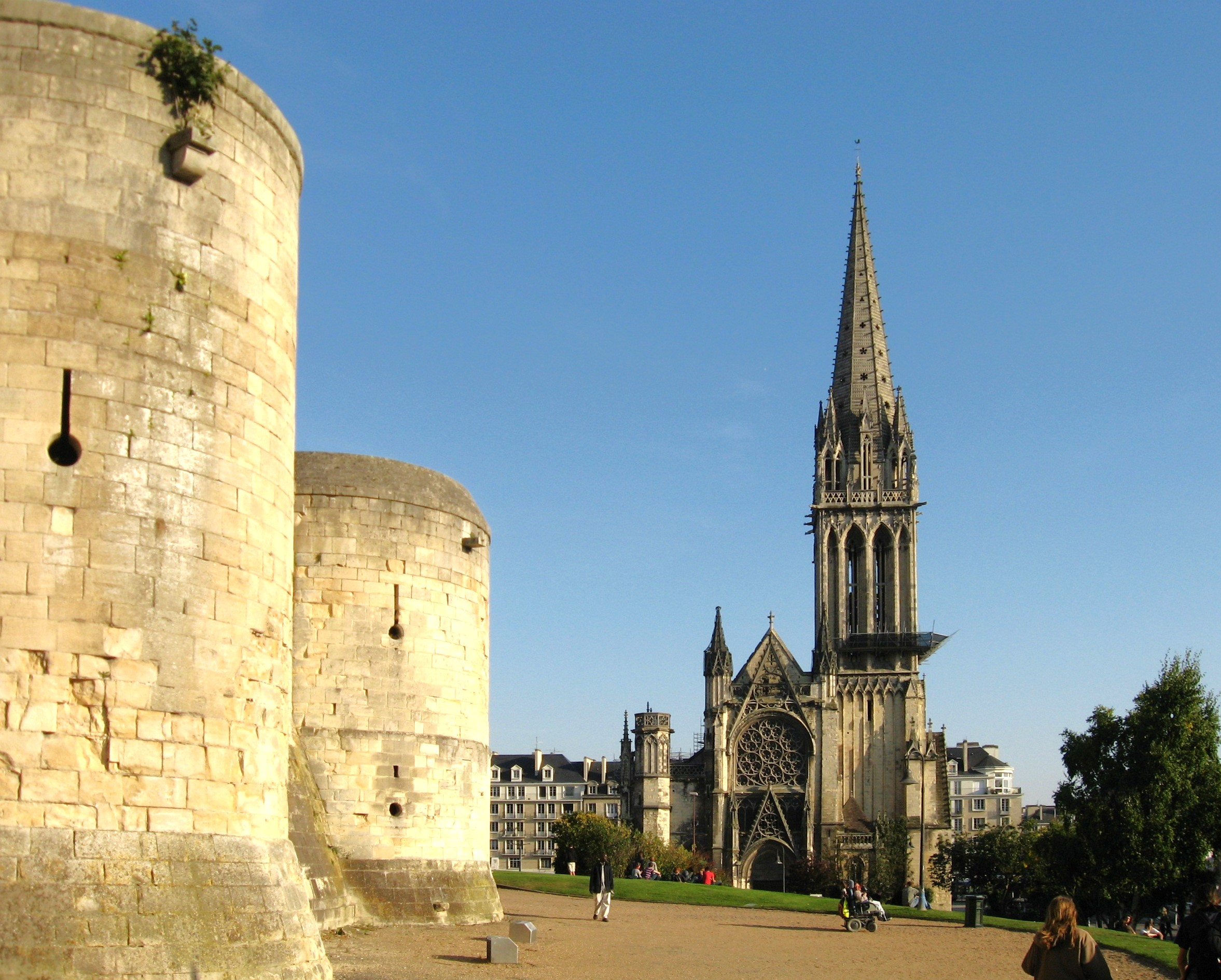
Kirche St-Pierre bei der mittelalterlichen Burg von Caen

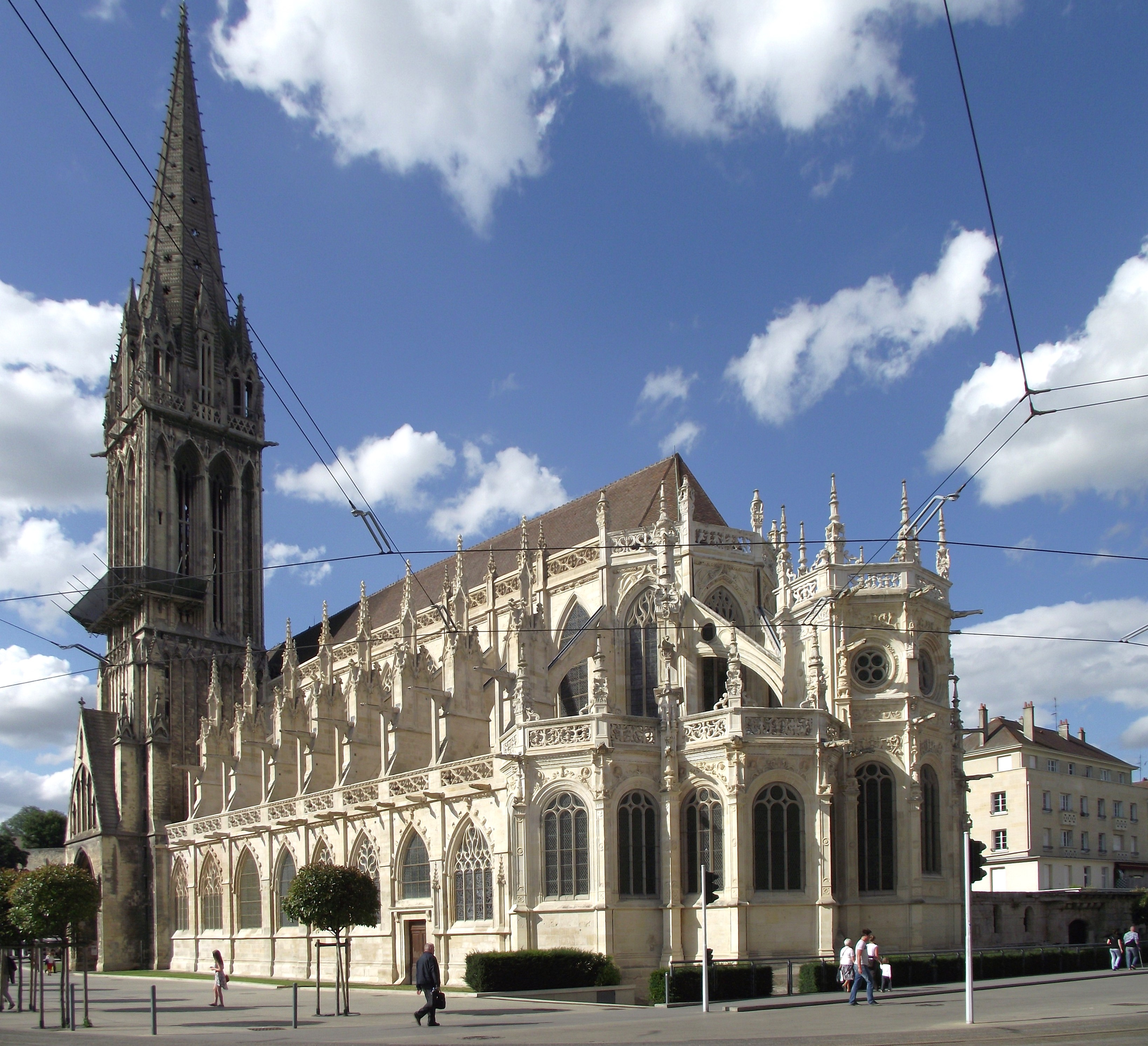
Ansicht von Südosten mit Renaissance-Apsis

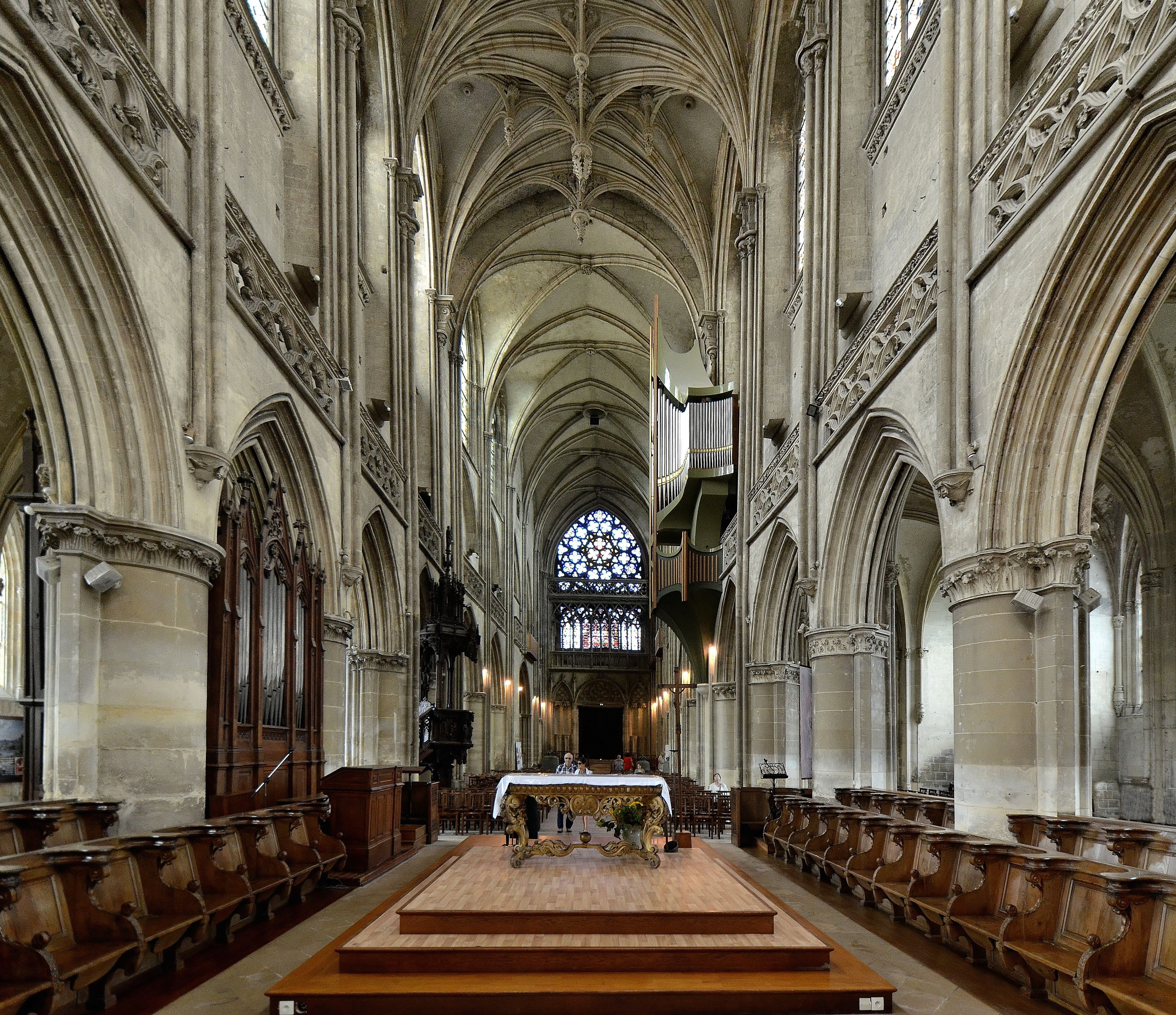
Blick vom Chor ins Kirchenschiff

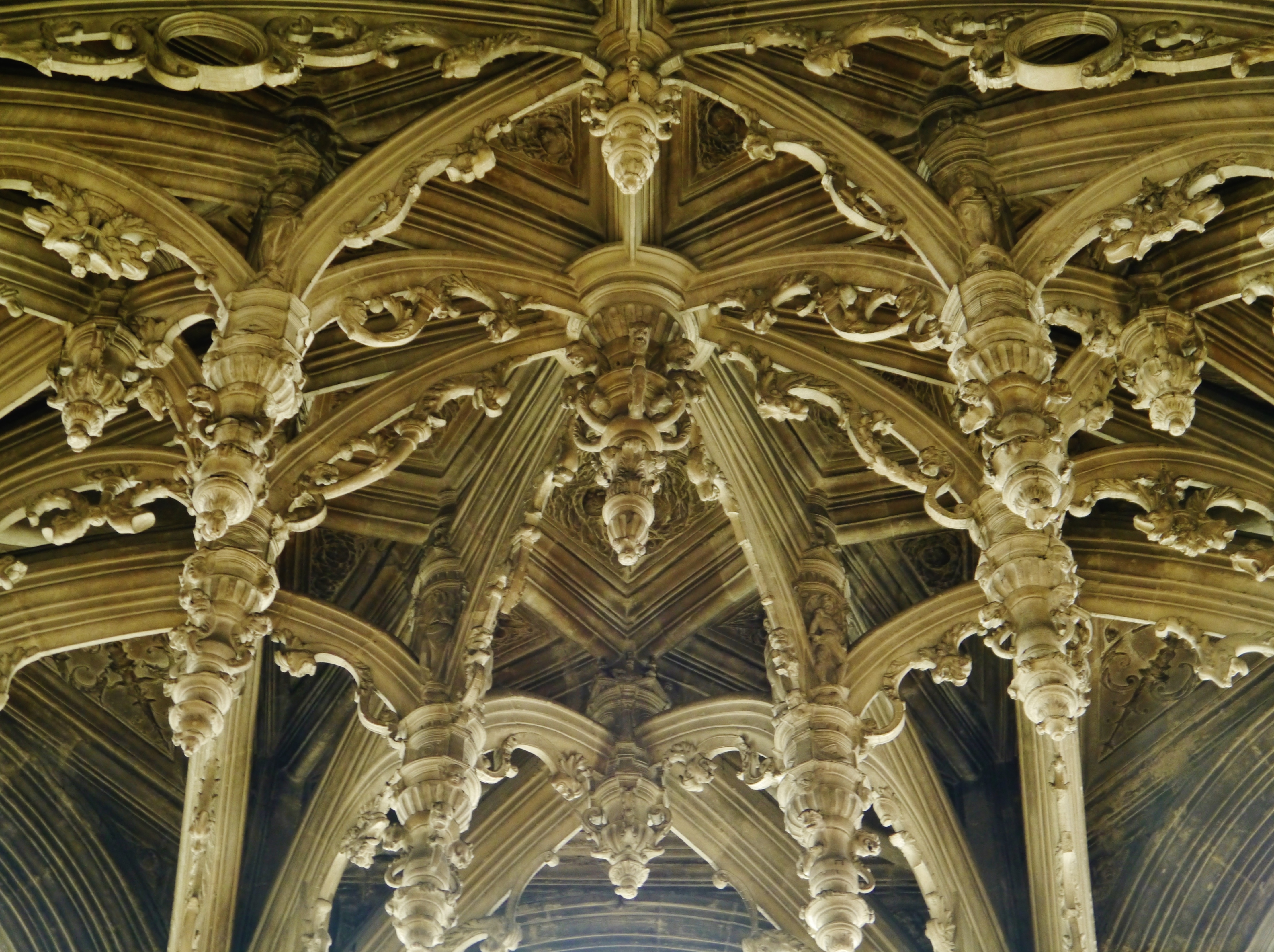
Hängende Schlusssteine im Chorumgang

Die  römisch-katholische Pfarrkirche Saint-Pierre in der Großstadt Caen in der Normandie im Norden Frankreichs steht meist im Schatten der benachbarten Bauten von St-Étienne und Ste-Trinité. Ihr Turm ist jedoch einer der schönsten der Normandie. Die Kirche ist seit dem Jahr 1840 als Monument historique anerkannt.

## Lage
Die Kirche St-Pierre steht südlich der alten Stadtfestung des Château de Caen im nur etwa 10 km (Luftlinie) südlich des Ärmelkanals gelegenen und nur etwa 10 m hoch gelegenen Stadtzentrum; die Entfernung zur normannischen ehemaligen Abteikirche St-Étienne, der Grabeskirche Wilhelms des Eroberers und dem in architektonischer Hinsicht bedeutendsten Bauwerk von Caen, beträgt etwa 1 km.

## Geschichte
Bei Grabungsarbeiten im 19. Jahrhundert wurden zwei früh- bzw. hochmittelalterliche Vorgängerkirchen ermittelt. Die ersten Bauteile der heutigen Kirche waren ein flach schließender Chor und das Untergeschoss des Glockenturms (clocher). Die Westfassade und die Obergeschosse des Turms wurden im 14. Jahrhundert vollendet. Langhaus und Seitenschiffe entstammen in ihrem heutigen Zustand dem 15. Jahrhundert; der Umgangschormitsamt seinem Kapellenkranz wurde in der ersten Hälfte des 16. Fahrhunderts hinzugefügt. Gegen Ende des Zweiten Weltkriegs, am 9. Juni 1944, wurden die Stadt Caen und ihre Kirchen von alliierten Fliegerbomben stark zerstört; die herabstürzende Turmspitze von St-Pierre zerstörte die ersten Joche der Kirche; Brände zerstörten das Dach. Der Wiederaufbau erfolgte in den 1950er Jahren.

## Architektur
Für den Bau der Kirche wurde der in der Nähe gefundene Kalkstein (Pierre de Caen) verwendet, der allerdings aufgrund von Umwelteinflüssen stark nachgedunkelt war und erst bei Restaurierungsarbeiten im zweiten Jahrzehnt des 21. Jahrhunderts gereinigt wurde. Die nach Norden weisende Fassade bietet – abgesehen vom ca. 75 m hohen Glockenturm über dem südlichen Seitenschiff – wenig Spektakuläres; möglicherweise war ebenfalls ein Nordturm geplant, dessen Konstruktion jedoch nie in Angriff genommen wurde. Der ehemalige Haupteingang wird nur noch selten benutzt; stattdessen gibt zwei Seitenportale.
Das maximal etwa 18 m hohe Kircheninnere ist dreischiffig und besitzt Seitenkapellen. Eine Vierung existiert nicht, doch unterscheiden sich die Gewölbe von Langhaus und Chor. Der Chorumgang zeigt Gewölbe und Schlusssteine im Stil der französischen Spätgotik; das rundbogige Maßwerk der Apsisfenster offenbart bereits deutliche Renaissance-Einflüsse.

## Sonstiges
Die Architektur des Turms der Kirche Notre-Dame du Kreisker in Saint-Pol-de-Léon im Nordosten der Bretagne ist in hohem Maße vom Turm der Kirche St-Pierre in Caen beeinflusst.